# Soto del Barco (kommun)
Soto del Barco är en kommun i Spanien. Den ligger i den autonoma regionen Asturien i norra delen av landet, 400 km nordväst om huvudstaden Madrid. Antalet invånare är 3 807 (2024).